# فهرست پرهزینه‌ترین فیلم‌ها

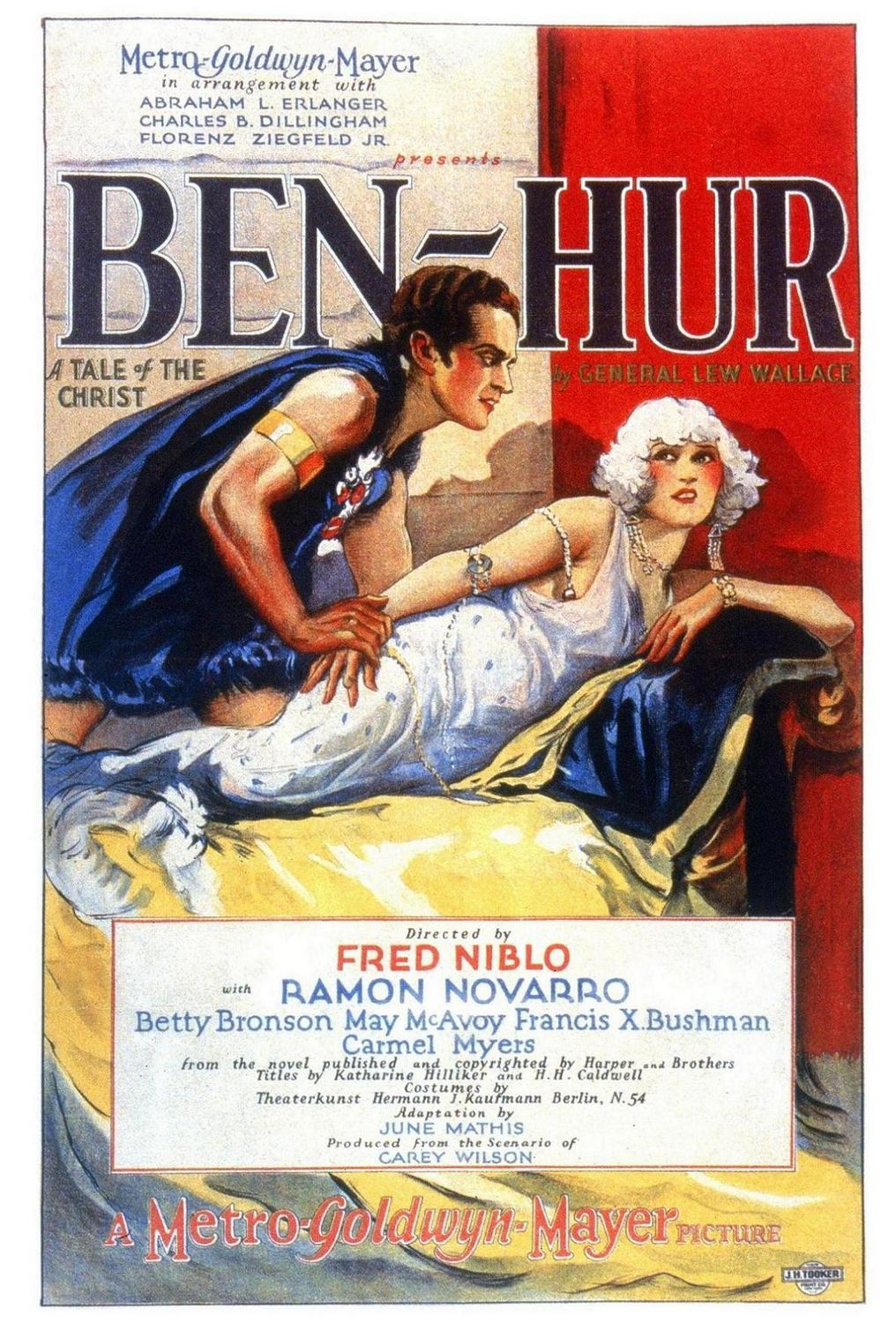
بن هور (۱۹۲۵) پرهزینه‌ترین فیلم دوران صامت سینما بود و بیش از ۲۰ سال رکورد پرهزینه‌ترین فیلم را در اختیار داشت.

به علت خودداری برخی استودیوهای هالیوودی از انتشار مخارج فیلم‌ها، به‌طور واضح مشخص نیست چه فیلمی پُر هزینه‌ترین فیلم تاریخ است. جنگ ستارگان: نیرو برمی‌خیزد رسماً با بودجه خالص ۴۴۷ میلیون دلار رکورددار است. به گفته یکی از کارگردانان، فیلم‌های سوم و چهارم انتقام‌جویان (جنگ ابدیت و پایان بازی) با هزینه‌های تولید ترکیبی بیش از ۱ میلیارد دلار، گران‌ترین فیلم‌های تولید شده پشت سر هم هستند
تورم، تکنیک‌های فیلمبرداری و نیروهای خارجی در بازار، عوامل اثرگذار در مسائل مالی فیلم‌هاهستند .هزینهٔ ساخت فیلم در دورهٔ صامت به صورت تدریجی افزایش یافت. بن هور پُر هزینه‌ترین فیلم دوران صامت بود و رکورد آن حتی تا بخشی از دورهٔ ناطق نیز ادامه یافت. در دهه‌های ۵۰ و ۶۰ میلادی تلویزیون به عنوان رقیب سینما، نقش عمده‌ای در افزایش بودجهٔ فیلم‌ها داشت. کلئوپاترا (۱۹۶۳) در این دوره رکورد پرهزینه‌ترین فیلم را ثبت کرد و با وجود این که پرفروش‌ترین فیلم سال شد، نتوانست هزینهٔ ساختش را بازگرداند. دههٔ ۹۰ میلادی، شاهد دو رکورد شکنی بزرگ بود؛ دروغ‌های حقیقی در سال ۱۹۹۴ با بودجهٔ ۱۰۰ میلیون دلاری و تایتانیک در سال ۱۹۹۷ با بودجهٔ ۲۰۰ میلیون دلاری ساخته شد که هر دوی آن‌ها به کارگردانی جیمز کامرون بودند. از آن موقع تاکنون صرف بیش از ۱۰۰ میلیون دلار بر روی یک فیلم به امری عادی بدل گشته و فیلم‌های با بودجهٔ بیش از ۲۰۰ میلیون دلار در حال افزایش هستند.  
فیلم‌هایی که در این فهرست آمده، فیلم‌هایی هستند که برای عموم منتشر شده‌اند و شامل فیلم‌هایی که در مرحلهٔ پیش‌تولید، تولید و پس‌تولید هستند نمی‌باشد؛ زیرا در هر مرحله از تولید یک فیلم، هزینه‌های آن می‌تواند شامل تغییراتی شود. هزینهٔ فیلم‌ها فقط شامل تولید خود فیلم است و هزینه‌های جانبی مانند تبلیغات را شامل نمی‌شود. جدول‌ها بر پایهٔ بودجه‌هایی تنظیم شده که مقدار آن‌ها به صورت رسمی منتشر شده‌است. با این حال، برخی استودیوها از انتشار مبلغ هزینه‌های خود خودداری می‌کنند که در این موارد تنها تخمین محققان حرفه‌ای و نویسندگان صنعت سینما موجود است.

## پرهزینه‌ترین فیلم‌ها (بدون تورم)
| رتبه | عنوان                                        | سال  | هزینه (میلیون) | منابع و یادداشت‌ها              |
| ---- | -------------------------------------------- | ---- | -------------- | ------------------------------ |
| ۱    | جنگ ستارگان: نیرو برمی‌خیزد                   | ۲۰۱۵ | *$۴۴۷          | [ ۱ ] [ nb ۱ ]                 |
| ۲    | دنیای ژوراسیک: سقوط پادشاهی                  | ۲۰۱۸ | *$۴۳۲          | [ ۲ ] [ nb ۲ ]                 |
| ۳    | جنگ ستارگان: خیزش اسکای‌واکر                  | ۲۰۱۹ | *$۴۱۶          | [ ۱ ] [ nb ۱ ]                 |
| ۴    | فست اکس                                      | ۲۰۲۳ | *$۳۷۹          | [ ۳ ]                          |
| ۵    | دزدان دریایی کارائیب: سوار بر امواج ناشناخته | ۲۰۱۱ | *$۳۷۹          | [ ۴ ] [ nb ۳ ]                 |
| ۶    | انتقام‌جویان: عصر اولتران                     | ۲۰۱۵ | *$۳۶۵          | [ ۵ ] [ nb ۴ ]                 |
| ۷    | انتقام‌جویان: پایان بازی                      | ۲۰۱۹ | $۳۵۶           | [ ۶ ] [ nb ۵ ]                 |
| ۸    | دکتر استرنج در چندجهانی دیوانگی              | ۲۰۲۲ | *$۳۵۱          | [ ۷ ]                          |
| ۹    | آواتار: راه آب                               | ۲۰۲۲ | $۳۵۰           | [ ۸ ] [ nb ۶ ]                 |
| ۱۰   | مرد مورچه‌ای و زنبورک: شیدایی کوانتومی        | ۲۰۲۳ | *$۳۳۰          | [ ۹ ] [ nb ۷ ]                 |
| ۱۱   | ایندیانا جونز و گردانه سرنوشت                | ۲۰۲۳ | *$۳۲۶          | [ ۱۰ ] [ nb ۸ ]                |
| ۱۲   | انتقام‌جویان: جنگ ابدیت                       | ۲۰۱۸ | $۳۲۵           | [ ۱۱ ] [ nb ۵ ]                |
| ۱۳   | الکتریک استیت                                | ۲۰۲۵ | $۳۲۰           | [ ۱۲ ]                         |
| ۱۴   | مارول‌ها                                      | ۲۰۲۳ | *$۳۰۷          | [ ۹ ] [ nb ۹ ]                 |
| ۱۵   | دزدان دریایی کارائیب: پایان جهان             | ۲۰۰۷ | $۳۰۰           | [ ۱۳ ] [ ۱۴ ] [ nb ۱۰ ]        |
| ۱۵   | لیگ عدالت                                    | ۲۰۱۷ | $۳۰۰           | [ ۱۵ ] [ ۱۶ ] [ ۱۷ ] [ nb ۱۱ ] |
| ۱۵   | جنگ ستارگان: آخرین جدای                      | ۲۰۱۷ | $۳۰۰           | [ ۱ ] [ nb ۱ ]                 |
| ۱۸   | مأموریت: غیرممکن – روزشمار مرگ               | ۲۰۲۳ | $۲۹۱           | [ ۱۸ ]                         |
| ۱۹   | سولو: داستانی از جنگ ستارگان                 | ۲۰۱۸ | *$۲۷۱          | [ ۱ ] [ nb ۱ ]                 |
| ۲۰   | دنیای ژوراسیک: قلمرو                         | ۲۰۲۲ | *$۲۶۵          | [ ۲ ] [ nb ۲ ]                 |
| ۲۱   | جان کارتر                                    | ۲۰۱۲ | *$۲۶۴          | [ ۱۹ ] [ nb ۱۲ ]               |
| ۲۲   | بتمن در برابر سوپرمن: طلوع عدالت             | ۲۰۱۶ | $۲۶۳           | [ ۲۰ ] [ nb ۱۳ ]               |
| ۲۳   | گیسوکمند                                     | ۲۰۱۰ | $۲۶۰           | [ ۲۱ ] [ ۲۲ ] [ ۲۳ ] [ ۲۴ ]    |
| ۲۴   | مرد عنکبوتی ۳                                | ۲۰۰۷ | *$۲۵۸          | [ ۲۵ ]                         |
| ۲۵   | دیو و دلبر                                   | ۲۰۱۷ | *$۲۵۵          | [ ۲۶ ]                         |
| ۲۶   | جاودانگان                                    | ۲۰۲۱ | *$۲۵۴          | [ ۲۷ ] [ nb ۱۴ ]               |
| ۲۷   | هری پاتر و شاهزاده دورگه                     | ۲۰۰۹ | $۲۵۰           | [ ۲۸ ] [ ۲۹ ]                  |
| ۲۷   | خشمگین ۷                                     | ۲۰۱۵ | $۲۵۰           | [ ۳۰ ] [ ۳۱ ] [ nb ۱۵ ]        |
| ۲۷   | سرنوشت خشمگین                                | ۲۰۱۷ | $۲۵۰           | [ ۳۲ ] [ nb ۱۶ ]               |
| ۲۷   | شیرشاه                                       | ۲۰۱۹ | $۲۵۰           | [ ۳۳ ] [ nb ۱۷ ]               |
| ۲۷   | زمانی برای مردن نیست                         | ۲۰۲۱ | $۲۵۰           | [ ۳۴ ] [ nb ۱۸ ]               |
| ۲۷   | ثور: عشق و آذرخش                             | ۲۰۲۲ | $۲۵۰           | [ ۳۵ ]                         |
| ۲۷   | پلنگ سیاه: واکاندا تا ابد                    | ۲۰۲۲ | $۲۵۰           | [ ۳۶ ]                         |
| ۲۷   | نگهبانان کهکشان بخش ۳                        | ۲۰۲۳ | $۲۵۰           | [ ۳۷ ]                         |
| ۲۷   | گلادیاتور ۲                                  | ۲۰۲۴ | $۲۵۰           | [ ۳۸ ]                         |
| ۳۶   | بیوه سیاه                                    | ۲۰۲۱ | *$۲۴۸          | [ ۳۹ ] [ nb ۱۹ ]               |
| ۳۷   | اسپکتر                                       | ۲۰۱۵ | $۲۴۵           | [ ۴۰ ] [ ۴۱ ] [ nb ۲۰ ]        |
| ۳۸   | پری دریایی کوچولو                            | ۲۰۲۳ | *$۲۴۰          | [ ۴۲ ] [ nb ۲۱ ]               |
| ۳۹   | آواتار                                       | ۲۰۰۹ | *$۲۳۷          | [ ۴۳ ] [ nb ۲۲ ]               |
| ۴۰   | روگ وان                                      | ۲۰۱۶ | *$۲۳۲          | [ ۱ ] [ nb ۱ ]                 |
| ۴۱   | شوالیه تاریکی برمی‌خیزد                       | ۲۰۱۲ | $۲۳۰           | [ ۴۴ ] [ nb ۲۳ ]               |
| ۴۱   | کاپیتان آمریکا: جنگ داخلی                    | ۲۰۱۶ | $۲۳۰           | [ ۲۰ ] [ nb ۲۴ ]               |
| ۴۱   | دزدان دریایی کارائیب: مردگان حکایت نمی‌کنند   | ۲۰۱۷ | $۲۳۰           | [ ۴۵ ] [ ۴۶ ] [ ۴۷ ]           |
| ۴۴   | مالفیسنت                                     | ۲۰۱۴ | $۲۲۶           | [ ۴۸ ] [ nb ۲۵ ]               |
| ۴۵   | سرگذشت نارنیا: شاهزاده کاسپین                | ۲۰۰۸ | *$۲۲۵          | [ ۴۹ ]                         |
| ۴۵   | رنجر تنها                                    | ۲۰۱۳ | *$۲۲۵          | [ ۵۰ ] [ nb ۲۶ ]               |
| ۴۵   | دزدان دریایی کارائیب: صندوقچه مرد مرده       | ۲۰۰۶ | $۲۲۵           | [ ۱۳ ] [ ۵۱ ] [ nb ۱۰ ]        |
| ۴۵   | مرد پولادین                                  | ۲۰۱۳ | $۲۲۵           | [ ۵۲ ] [ ۵۳ ] [ nb ۲۷ ]        |
| ۴۹   | انتقام‌جویان                                  | ۲۰۱۲ | $۲۲۰           | [ ۵۴ ] [ ۵۵ ] [ ۵۶ ] [ ۵۷ ]    |
| ۵۰   | هابیت: برهوت اسماگ                           | ۲۰۱۳ | *$۲۱۷          | [ ۵۸ ]                         |
| ۵۰   | تبدیل‌شوندگان: آخرین شوالیه                   | ۲۰۱۷ | *$۲۱۷          | [ ۵۹ ] [ nb ۲۸ ]               |
| ۵۲   | مردان سیاه‌پوش ۳                              | ۲۰۱۲ | *$۲۱۵          | [ ۶۰ ] [ nb ۲۹ ]               |
| ۵۲   | از بزرگ و قدرتمند                            | ۲۰۱۳ | *$۲۱۵          | [ ۶۱ ] [ nb ۳۰ ]               |
| ۵۴   | مردان ایکس: آخرین ایستادگی                   | ۲۰۰۶ | $۲۱۰           | [ ۶۲ ] [ ۶۳ ]                  |
| ۵۴   | تبدیل‌شوندگان: عصر انقراض                     | ۲۰۱۴ | $۲۱۰           | [ ۶۴ ] [ ۶۵ ] [ ۶۶ ]           |
| ۵۶   | کشتی جنگی                                    | ۲۰۱۲ | *$۲۰۹          | [ ۶۷ ]                         |
| ۵۶   | طلوع سیاره میمون‌ها                           | ۲۰۱۴ | $۲۰۹           | [ ۴۸ ] [ nb ۳۱ ]               |
| ۵۶   | هابیت: نبرد پنج سپاه                         | ۲۰۱۴ | $۲۰۹           | [ ۴۸ ] [ nb ۳۲ ]               |
| ۵۹   | کینگ کونگ                                    | ۲۰۰۵ | $۲۰۷           | [ ۶۸ ] [ ۶۹ ] [ ۷۰ ]           |
| ۶۰   | مردان ایکس: روزهای گذشته آینده               | ۲۰۱۴ | $۲۰۵           | [ ۴۸ ] [ nb ۳۳ ]               |
| ۶۰   | تنت                                          | ۲۰۲۰ | $۲۰۵           | [ ۷۱ ]                         |
| ۶۰   | آکوامن و پادشاهی گم‌شده                       | ۲۰۲۳ | $۲۰۵           | [ ۷۲ ]                         |
| ۶۳   | بازگشت سوپرمن                                | ۲۰۰۶ | *$۲۰۴          | [ ۷۳ ] [ ۷۴ ] [ nb ۳۴ ]        |

## پرهزینه‌ترین فیلم‌های ساخته‌شده به‌طور پیاپی
| Rank | Titles                                                                  | Years   | Cost (est.) (millions) | Refs and notes |
| ---- | ----------------------------------------------------------------------- | ------- | ---------------------- | -------------- |
| 1    | انتقام‌جویان: جنگ ابدیت انتقام‌جویان: پایان بازی                          | 2018–19 | $1,000                 | [ ۷۵ ]         |
| 2    | سه‌گانه هابیت                                                            | 2012–14 | *$623                  |                |
| 3    | دزدان دریایی کارائیب: صندوقچه مرد مرده دزدان دریایی کارائیب: پایان جهان | 2006–07 | $450                   |                |
| 4    | عطش مبارزه: زاغ مقلد - بخش ۱ و بخش ۲                                    | 2014–15 | $300                   | [ ۷۶ ]         |
| 5    | سه‌گانه ارباب حلقه‌ها                                                     | 2001–03 | *$260                  | [ ۷۷ ]         |
| 6    | هری پاتر و یادگاران مرگ - قسمت اول و قسمت دوم                           | 2010–11 | $250                   | [ ۷۸ ] [ ۷۹ ]  |
| 7    | ماتریکس: بارگذاری مجدد انقلاب‌های ماتریکس                                | 2003    | $237                   |                |
| 8    | گرگ و میش: سپیده‌دم - قسمت اول و قسمت دوم                                | 2011–12 | *$230                  | [ nb ۳۵ ]      |

*  رقم رسمی اعلام‌شده.

## پرهزینه‌ترین فیلم‌ها (با احتساب تورم)
| رتبه | عنوان                                        | سال  | هزینه (میلیون) | هزینه (میلیون) | منابع و یادداشت‌ها               |
| رتبه | عنوان                                        | سال  | با تورم        | بدون تورم      | منابع و یادداشت‌ها               |
| ---- | -------------------------------------------- | ---- | -------------- | -------------- | ------------------------------- |
| ۱    | دزدان دریایی کارائیب: سوار بر امواج ناشناخته | ۲۰۱۱ | $۴۹۲           | *$۳۷۸٫۵        | [ ۴ ] [ nb ۳ ]                  |
| ۲    | دزدان دریایی کارائیب: پایان جهان             | ۲۰۰۷ | $۴۲۳           | $۳۰۰           | [ ۱۳ ] [ ۱۴ ] [ nb ۱۰ ]         |
| ۳    | تایتانیک                                     | ۱۹۹۷ | $۳۶۵           | *$۲۰۰          | [ ۸۳ ] [ ۸۴ ] [ ۸۵ ]            |
| ۳    | مرد عنکبوتی ۳                                | ۲۰۰۷ | $۳۶۴           | *$۲۵۸          | [ ۲۵ ]                          |
| ۵    | گیسوکمند                                     | ۲۰۱۰ | $۳۴۹           | $۲۶۰           | [ ۲۱ ] [ ۲۲ ] [ ۲۳ ] [ ۲۴ ]     |
| ۶    | انتقام‌جویان: عصر اولتران                     | ۲۰۱۵ | $۳۴۶           | *$۲۷۹٫۹        | [ ۸۶ ] [ nb ۴ ]                 |
| ۷    | هری پاتر و شاهزاده دورگه                     | ۲۰۰۹ | $۳۴۱           | $۲۵۰           | [ ۲۸ ] [ ۲۹ ]                   |
| ۸    | جان کارتر                                    | ۲۰۱۲ | $۳۳۶           | *$۲۶۳٫۷        | [ ۱۹ ] [ nb ۱۲ ]                |
| ۹    | دنیای آب                                     | ۱۹۹۵ | $۳۳۰           | *$۱۷۲          | [ ۸۹ ] [ ۹۰ ] [ nb ۳۶ ]         |
| ۱۰   | دزدان دریایی کارائیب: صندوقچه مرد مرده       | ۲۰۰۶ | $۳۲۷           | $۲۲۵           | [ ۱۳ ] [ ۵۱ ] [ nb ۱۰ ]         |
| ۱۱   | آواتار                                       | ۲۰۰۹ | $۳۲۳           | *$۲۳۷          | [ ۴۳ ] [ nb ۲۲ ]                |
| ۱۲   | مرد عنکبوتی ۲                                | ۲۰۰۴ | $۳۱۰           | $۲۰۰           | [ ۹۹ ] [ ۱۰۰ ]                  |
| ۱۲   | کینگ کونگ                                    | ۲۰۰۵ | $۳۱۰           | $۲۰۷           | [ ۶۸ ] [ ۶۹ ] [ ۷۰ ]            |
| ۱۴   | هابیت: نبرد پنج سپاه                         | ۲۰۱۴ | $۳۰۹           | $۲۵۰           | [ ۱۰۱ ]                         |
| ۱۵   | بتمن در برابر سوپرمن: طلوع عدالت             | ۲۰۱۶ | $۳۰۵           | $۲۵۰           | [ ۱۰۲ ] [ ۱۰۳ ] [ nb ۱۳ ]       |
| ۱۵   | کاپیتان آمریکا: جنگ داخلی                    | ۲۰۱۶ | $۳۰۵           | $۲۵۰           | [ ۱۰۵ ] [ ۱۰۶ ] [ ۱۰۷ ]         |
| ۱۵   | سرگذشت نارنیا: شاهزاده کاسپین                | ۲۰۰۸ | $۳۰۶           | *$۲۲۵          | [ ۴۹ ]                          |
| ۱۵   | سرنوشت خشمگین                                | ۲۰۱۷ | $۲۹۸           | $۲۵۰           | [ ۱۰۸ ] [ ۱۰۹ ] [ ۱۱۰ ]         |
| ۱۹   | مردان ایکس: آخرین ایستادگی                   | ۲۰۰۶ | $۳۰۵           | $۲۱۰           | [ ۶۲ ] [ ۶۳ ]                   |
| ۲۰   | اسپکتر                                       | ۲۰۱۵ | $۳۰۲           | $۲۴۵           | [ ۴۰ ] [ ۴۱ ] [ nb ۲۰ ]         |
| ۲۰   | جنگ ستارگان: نیرو برمی‌خیزد                   | ۲۰۱۵ | $۳۰۲           | $۲۴۵           | [ ۱۱۳ ] [ nb ۳۷ ]               |
| ۲۲   | غرب وحشی وحشی                                | ۱۹۹۹ | $۲۹۹           | $۱۷۰           | [ ۱۱۶ ] [ ۱۱۷ ]                 |
| ۲۳   | کلئوپاترا                                    | ۱۹۶۳ | $۲۹۷           | *$۳۱٫۱         | [ ۱۱۸ ] [ nb ۳۸ ]               |
| ۲۴   | بازگشت سوپرمن (فیلم)                         | ۲۰۰۶ | $۲۹۶           | *$۲۰۴          | [ ۷۳ ] [ ۷۴ ] [ nb ۳۴ ]         |
| ۲۵   | شوالیه تاریکی برمی‌خیزد                       | ۲۰۱۲ | $۲۹۳           | $۲۳۰           | [ ۴۴ ] [ nb ۲۳ ]                |
| ۲۶   | رنجر تنها                                    | ۲۰۱۳ | $۲۸۳           | *$۲۲۵          | [ ۵۰ ] [ nb ۲۶ ]                |
| ۲۶   | مرد پولادین                                  | ۲۰۱۳ | $۲۸۳           | $۲۲۵           | [ ۵۲ ] [ ۵۳ ] [ nb ۲۷ ]         |
| ۲۶   | هابیت: برهوت اسماگ                           | ۲۰۱۳ | $۲۸۳           | $۲۲۵           | [ ۱۲۰ ] [ ۱۲۱ ] [ nb ۳۹ ]       |
| ۲۹   | انتقام‌جویان                                  | ۲۰۱۲ | $۲۸۰           | $۲۲۰           | [ ۵۴ ] [ ۵۵ ] [ ۵۶ ] [ ۵۷ ]     |
| ۲۹   | دزدان دریایی کارائیب: مرده‌ها قصه نمی‌گویند    | ۲۰۱۷ | $۲۷۵           | $۲۳۰           | [ ۴۵ ] [ ۱۲۴ ] [ ۱۲۵ ]          |
| ۳۱   | مردان سیاه‌پوش ۳                              | ۲۰۱۲ | $۲۷۴           | *$۲۱۵          | [ ۶۰ ] [ nb ۲۹ ]                |
| ۳۲   | تبدیل‌شوندگان: انتقام شکست‌خوردگان             | ۲۰۰۹ | $۲۷۳           | *$۲۰۰          | [ ۱۲۸ ]                         |
| ۳۲   | ۲۰۱۲                                         | ۲۰۰۹ | $۲۷۳           | *$۲۰۰          | [ ۱۲۹ ]                         |
| ۳۲   | نابودگر: رستگاری                             | ۲۰۰۹ | $۲۷۳           | $۲۰۰           | [ ۱۳۰ ] [ ۱۳۱ ]                 |
| ۳۵   | ذره‌ای آرامش                                  | ۲۰۰۸ | $۲۷۲           | $۲۰۰           | [ ۱۳۲ ] [ ۱۳۳ ]                 |
| ۳۵   | تروآ                                         | ۲۰۰۴ | $۲۷۱           | *$۱۷۵          | [ ۱۳۴ ]                         |
| ۳۷   | از بزرگ و قدرتمند                            | ۲۰۱۳ | $۲۷۰           | *$۲۱۵          | [ ۶۱ ] [ nb ۳۰ ]                |
| ۳۷   | سرگذشت نارنیا: شیر، کمد و جادوگر             | ۲۰۰۵ | $۲۷۰           | $۱۸۰           | [ ۱۳۶ ] [ ۱۳۷ ] [ ۱۳۸ ]         |
| ۳۹   | داستان اسباب‌بازی ۳                           | ۲۰۱۰ | $۲۶۸           | $۲۰۰           | [ ۱۳۹ ] [ ۱۴۰ ]                 |
| ۴۰   | نبردناو                                      | ۲۰۱۲ | $۲۶۶           | *$۲۰۹          | [ ۶۷ ]                          |
| ۴۰   | نابودگر ۳: خیزش ماشین‌ها                      | ۲۰۰۳ | $۲۶۶           | $۱۶۷           | [ ۱۴۱ ] [ nb ۴۰ ]               |
| ۴۲   | فانوس سبز                                    | ۲۰۱۱ | $۲۶۰           | $۲۰۰           | [ ۱۴۷ ] [ ۱۴۸ ] [ ۱۴۹ ]         |
| ۴۲   | ماشین‌ها ۲                                    | ۲۰۱۱ | $۲۶۰           | $۲۰۰           | [ ۱۵۰ ] [ ۱۵۱ ] [ ۱۵۲ ]         |
| ۴۴   | تبدیل‌شوندگان: عصر انقراض                     | ۲۰۱۴ | $۲۶۰           | $۲۱۰           | [ ۶۴ ] [ ۶۵ ] [ ۶۶ ]            |
| ۴۵   | مرد عنکبوتی شگفت‌انگیز                        | ۲۰۱۲ | $۲۵۵           | $۲۰۰           | [ ۱۵۳ ] [ ۱۵۴ ] [ nb ۴۱ ]       |
| ۴۵   | هابیت: یک سفر غیرمنتظره                      | ۲۰۱۲ | $۲۵۵           | $۲۰۰           | [ ۱۵۸ ] [ nb ۴۲ ]               |
| ۴۷   | قطب‌نمای طلایی                                | ۲۰۰۷ | $۲۵۴           | *$۱۸۰          | [ ۱۵۹ ] [ ۱۶۰ ]                 |
| ۴۷   | تبدیل‌شوندگان: نیمه تاریک ماه                 | ۲۰۱۱ | $۲۵۴           | $۱۹۵           | [ ۱۶۱ ] [ ۱۶۲ ] [ ۱۶۳ ] [ ۱۶۴ ] |
| ۴۹   | آرماگدون                                     | ۱۹۹۸ | $۲۵۱           | $۱۴۰           | [ ۱۶۵ ] [ ۱۶۶ ]                 |
| ۴۹   | ایندیانا جونز و قلمرو جمجمه بلورین           | ۲۰۰۸ | $۲۵۱           | $۱۸۵           | [ ۱۶۷ ] [ ۱۶۸ ] [ ۱۶۹ ]         |
| ۴۹   | شوالیه تاریکی                                | ۲۰۰۸ | $۲۵۱           | $۱۸۵           | [ ۵۱ ] [ ۱۷۰ ] [ ۱۷۱ ]          |
| ۴۹   | مرد آهنی ۳                                   | ۲۰۱۳ | $۲۵۱           | $۲۰۰           | [ ۱۷۲ ] [ ۱۷۳ ] [ ۱۷۴ ]         |
| ۴۹   | دانشگاه هیولاها                              | ۲۰۱۳ | $۲۵۱           | $۲۰۰           | [ ۵۸ ]                          |
| n/a  | ون هلسینگ                                    | ۲۰۰۴ | $۲۴۸           | $۱۶۰           | [ ۱۷۵ ] [ ۱۷۶ ] [ ۱۷۷ ]         |
| n/a  | قطار سریع‌السیر قطبی                          | ۲۰۰۴ | $۲۴۸           | $۱۶۰           | [ ۱۷۸ ] [ ۱۷۹ ]                 |
| n/a  | مرد عنکبوتی شگفت‌انگیز ۲                      | ۲۰۱۴ | $۲۴۷           | $۲۰۰           | [ ۱۸۰ ] [ ۱۸۱ ] [ nb ۴۳ ]       |
| n/a  | مردان ایکس: روزهای گذشته آینده               | ۲۰۱۴ | $۲۴۷           | $۲۰۰           | [ ۱۸۳ ] [ ۱۸۴ ] [ nb ۳۳ ]       |
| n/a  | ایوان قادر مطلق                              | ۲۰۰۷ | $۲۴۷           | $۱۷۵           | [ ۱۸۶ ] [ ۱۸۷ ] [ ۱۸۸ ]         |
| n/a  | وال-ئی                                       | ۲۰۰۸ | $۲۴۵           | $۱۸۰           | [ ۱۸۹ ] [ ۱۹۰ ]                 |
| n/a  | یک سرکش: داستانی از جنگ‌های ستاره‌ای           | ۲۰۱۶ | $۲۴۴           | $۲۰۰           | [ ۱۹۱ ] [ ۱۹۲ ] [ ۱۹۳ ]         |
| n/a  | نگهبانان کهکشان بخش ۲                        | ۲۰۱۷ | $۲۳۹           | $۲۰۰           | [ ۱۹۴ ] [ ۱۹۵ ]                 |
| n/a  | سوپرمن                                       | ۱۹۷۸ | $۲۴۵–۲۴۹       | $۵۵            | [ ۱۹۶ ] [ ۱۹۷ ]                 |

*  رقم رسمی اعلام‌شده.

## رکوردشکن‌ها
| سال  | تولید                                                                                 | هزینه (میلیون) | منابع و یادداشت‌ها         |
| ---- | ------------------------------------------------------------------------------------- | -------------- | ------------------------- |
| ۱۹۲۲ | همسران احمق                                                                           | $۱٫۱۰۴         | [ ۸۴ ]                    |
| ۱۹۲۲ | When Knighthood Was in Flower                                                         | $۱٫۵           | [ ۱۹۸ ]                   |
| ۱۹۲۳ | ده فرمان                                                                              | $۱٫۴۷۶*        | [ ۱۹۹ ]                   |
| ۱۹۲۵ | بن هور                                                                                | $۳٫۹۶۷         | [ ۲۰۰ ] [ ۲۰۱ ]           |
| ۱۹۳۹ | بر باد رفته                                                                           | $۳٫۹–۴٫۲۵      | [ ۱۱۸ ]                   |
| ۱۹۴۶ | دوئل زیر آفتاب                                                                        | $۵٫۲۵۵         | [ ۱۱۸ ]                   |
| ۱۹۴۷ | Forever Amber                                                                         | $۶٫۳۷۵         | [ ۱۱۸ ]                   |
| ۱۹۵۱ | کجا می‌روی                                                                             | $۷٫۶۲۳         | [ ۱۱۸ ]                   |
| ۱۹۵۶ | ده فرمان                                                                              | $۱۳٫۲۷۲*       | [ ۱۹۹ ]                   |
| ۱۹۵۹ | بن هور                                                                                | $۱۵٫۱۷۵        | [ ۱۱۸ ]                   |
| ۱۹۶۲ | شورش در کشتی بونتی                                                                    | $۱۹            | [ ۲۰۲ ] [ ۲۰۳ ]           |
| ۱۹۶۳ | کلئوپاترا                                                                             | $۳۱٫۱۱۵*       | [ ۱۱۸ ] [ nb ۳۸ ]         |
| ۱۹۷۸ | سوپرمن                                                                                | $۵۵            | [ ۱۹۶ ] [ ۱۹۷ ]           |
| ۱۹۸۸ | رمبو ۳                                                                                | $۵۸            | [ ۱۱۸ ]                   |
| ۱۹۸۸ | چه کسی برای راجر رابیت پاپوش دوخت؟                                                    | $۵۸٫۱۶۶        | [ ۲۰۴ ] [ nb ۴۴ ]         |
| ۱۹۹۰ | بازگشت به آینده قسمت ۲ و قسمت ۳ (۱۹۸۹–۱۹۹۰)                                           | $۸۰†           | [ ۲۰۶ ]                   |
| ۱۹۹۰ | یادآوری کامل                                                                          | $۵۰–۶۰         | [ ۲۰۷ ] [ nb ۴۵ ]         |
| ۱۹۹۰ | جان‌سخت ۲                                                                              | $۶۲            | [ ۲۱۰ ] [ nb ۴۵ ]         |
| ۱۹۹۱ | نابودگر ۲: روز داوری                                                                  | $۹۴            | [ ۲۱۱ ] [ ۲۱۲ ] [ ۲۱۳ ]   |
| ۱۹۹۴ | دروغ‌های حقیقی                                                                         | $۱۰۰           | [ ۲۱۴ ] [ ۲۱۵ ] [ ۲۱۶ ]   |
| ۱۹۹۵ | دنیای آب                                                                              | $۱۷۲*          | [ ۸۹ ] [ ۹۰ ] [ nb ۳۶ ]   |
| ۱۹۹۷ | تایتانیک                                                                              | $۲۰۰*          | [ ۸۳ ] [ ۸۴ ] [ ۸۵ ]      |
| ۲۰۰۳ | ماتریکس: بارگذاری مجدد انقلاب‌های ماتریکس                                              | $۲۳۷†          | [ nb ۴۶ ]                 |
| ۲۰۰۳ | سه‌گانهٔ ارباب حلقه‌ها (۲۰۰۱–۲۰۰۳)                                                       | $۲۶۰*†         | [ ۲۲۶ ] [ ۲۲۷ ] [ nb ۴۷ ] |
| ۲۰۰۵ | کینگ کونگ                                                                             | $۲۰۷           | [ ۶۸ ] [ ۶۹ ] [ ۷۰ ]      |
| ۲۰۰۶ | مردان ایکس: آخرین ایستادگی                                                            | $۲۱۰           | [ ۶۲ ] [ ۶۳ ]             |
| ۲۰۰۶ | بازگشت سوپرمن                                                                         | $۲۰۴*          | [ ۷۳ ] [ ۷۴ ] [ nb ۳۴ ]   |
| ۲۰۰۶ | دزدان دریایی کارائیب: صندوقچه مرد مرده                                                | $۲۲۵           | [ ۱۳ ] [ ۵۱ ]             |
| ۲۰۰۷ | مرد عنکبوتی ۳                                                                         | $۲۵۸*          | [ ۲۵ ]                    |
| ۲۰۰۷ | دزدان دریایی کارائیب: صندوقچه مرد مرده (۲۰۰۶) دزدان دریایی کارائیب: پایان جهان (۲۰۰۷) | $۴۵۰†          | [ ۲۲۹ ] [ nb ۱۰ ]         |
| ۲۰۰۷ | دزدان دریایی کارائیب: پایان جهان                                                      | $۳۰۰           | [ ۱۳ ] [ ۱۴ ]             |
| ۲۰۱۱ | دزدان دریایی کارائیب: سوار بر امواج ناشناخته                                          | $۳۷۸٫۵*        | [ ۴ ] [ nb ۳ ]            |
| ۲۰۱۴ | سه‌گانهٔ هابیت (۲۰۱۲–۲۰۱۴)                                                              | $۶۲۳*†         | [ ۲۳۰ ] [ nb ۴۸ ]         |

- رقم مربوط به تولیدات فیلم‌های پیاپی است.